# WebP
WebP is een vrij bestandsformaat voor afbeeldingen op het internet. Het formaat is ontwikkeld door Google en gepubliceerd op 30 september 2010. Het maakt gebruik van beeldcompressie en maakt afbeeldingen gemiddeld 39% kleiner dan beelden opgeslagen met de veelgebruikte standaard JPEG-compressie en tot 64% kleiner dan animated GIF en 45% kleiner dan PNG.

## Functies en ondersteuning
WebP ondersteunt animatie (zoals GIF-bestanden), ICC-profielen, XMP-metadata en tiling (betegelen). WebP wordt inmiddels ondersteund door alle gangbare mobiele en desktopbrowsers, waaronder Google Chrome, Microsoft Edge, Apple Safari, Mozilla Firefox, Opera en andere Chromium-gebaseerde browsers.
Verliesloze compressie en transparantie zijn mogelijk sinds 17 november 2011. 
Het vervangen door Microsoft van de browser Internet Explorer, die het WebP-formaat niet ondersteunde, door de browser Edge heeft de adoptie van WebP versneld.

## Werking

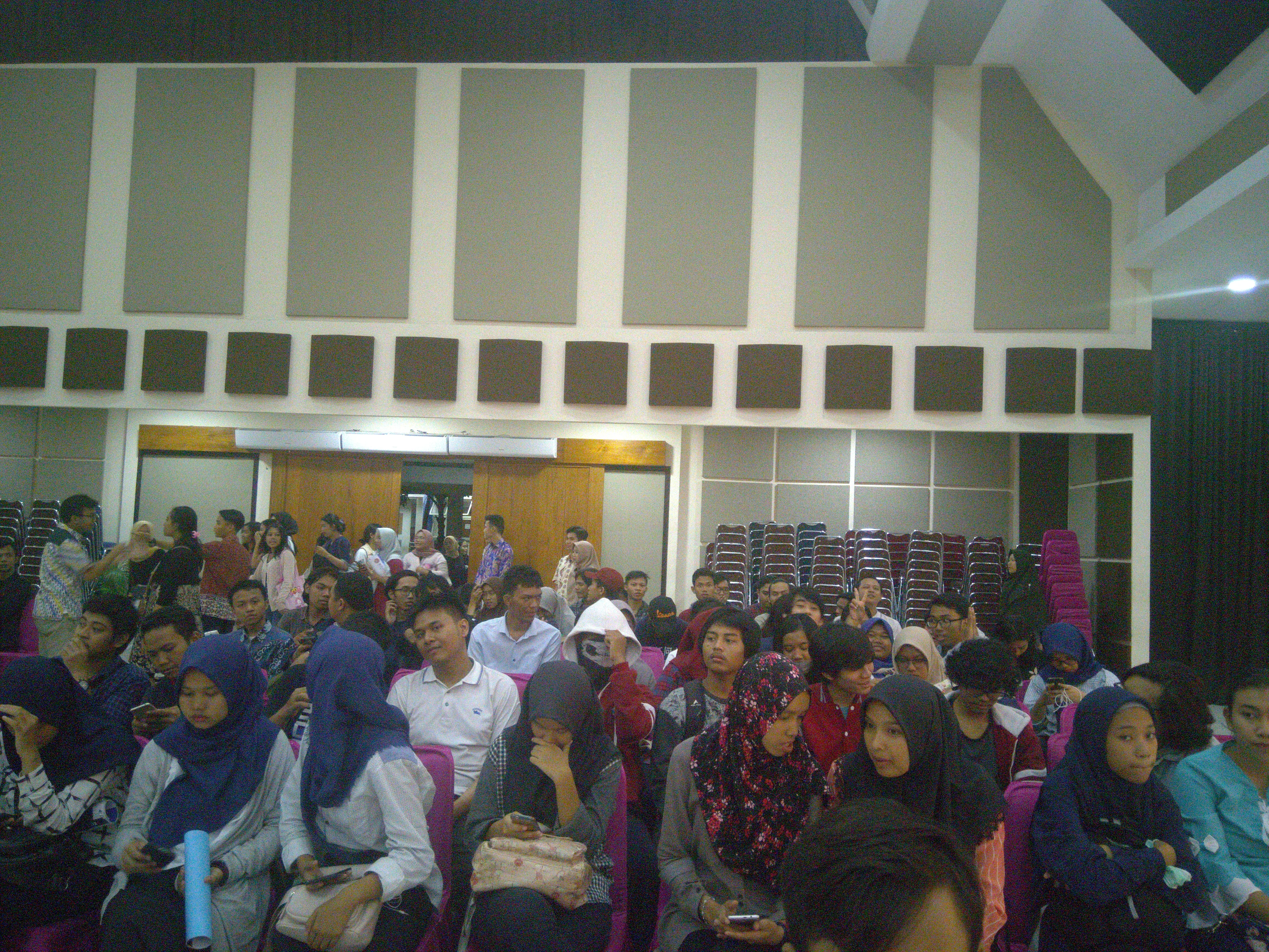
Een voorbeeld van een WebP-afbeelding

WebP is gebaseerd op de enkele afbeeldingscompressie voor frames die ook gebruikt wordt door het open videoformaat WebM. De afbeelding wordt vervolgens ingesloten in een RIFF-container. Programma's om PNG- en JPEG-bestanden te converteren naar WebP zijn beschikbaar voor Windows, Mac OS X en Linux. Er is ook een op zichzelf staande codec voor Windows en broncode beschikbaar.

## Implementaties
Netflix gebruikt overal WebP-afbeeldingen in zijn interfaces (mobiele en tv-apps en in de webinterface). De Chrome Web Store draait inmiddels geheel op WebP-afbeeldingen, met een gemiddelde besparing van 30% t.o.v. JPEG-afbeeldingen. Facebook gebruikt het formaat op grote schaal om dataverkeer te besparen en de snelheid te vergroten in zijn mobiele applicaties. Ook WordPress ondersteunt sinds versie 5.8 WebP.